# André Onana
André Onana (Nkol Ngok, el 2 d'abril de 1996) és un jugador professional de futbol camerunès que juga al club anglès del Manchester United FC com a porter.
Es va formar a la Fundació Samuel Eto'o al Camerun, fins que el 2010, a l'edat de 14 anys, el fitxà el FC Barcelona per continuar la seva formació a la Masia. El 2015 el fitxà l'AFC Ajax, sense que arribàs a debutar al filial blaugrana.